# Stelios Manolas
Stylianos "Stelios" Manolas (în greacă Στέλιος Μανωλάς; n. 13 iulie 1961) este un fost fotbalist grec, care juca pe postul de fundaș.
Nepotul său, Kostas Manolas, de asemenea este fotbalist și a reprezentat Grecia la Campionatul Mondial de Fotbal 2014.

## Palmares
AEK Atena
- Superliga Greacă: 1989, 1992, 1993, 1994
- Cupa Greciei: 1983, 1996, 1997
- Supercupa Greciei: 1989, 1996
- Cupa Ligii Greciei: 1990
- Cupa Pre-Jocurile Mediterraniene : 1991